# Taiwanomyia brevissima
Taiwanomyia brevissima är en tvåvingeart som beskrevs av Alexander 1967. Taiwanomyia brevissima ingår i släktet Taiwanomyia och familjen småharkrankar. Inga underarter finns listade i Catalogue of Life.